# Lijst van polycyclische aromatische koolwaterstoffen
Polycyclische aromatische koolwaterstoffen omvatten een grote groep verbindingen. In onderstaande lijst zijn de verbindingen op basis van het aantal ringen gerangschikt.

## Moleculen met 2 ringen
| Brutoformule stamverbinding   | Naam stamverbinding | Structuurformule stamverbinding | Bruteformule derivaat          | Naam derivaat        | Structuurformule derivaat |
| ----------------------------- | ------------------- | ------------------------------- | ------------------------------ | -------------------- | ------------------------- |
| {\displaystyle {\ce {C4H6}}}  | Cyclobuteen         |                                 | {\displaystyle {\ce {C8H8}}}   | Benzocyclobuteen     |                           |
| {\displaystyle {\ce {C4H4}}}  | Cyclobutadieen      |                                 | {\displaystyle {\ce {C8H}}}    | Benzocyclobutadieen  |                           |
| {\displaystyle {\ce {C5H6}}}  | Cyclopentadieen     |                                 | {\displaystyle {\ce {C9H8}}}   | Benzocyclopentadieen |                           |
| {\displaystyle {\ce {C9H8}}}  | Indeen              |                                 |                                |                      |                           |
| {\displaystyle {\ce {C10H8}}} | Naftaleen           |                                 | {\displaystyle {\ce {C11H10}}} | 1-methylnaftaleen    |                           |
| {\displaystyle {\ce {C10H8}}} | Naftaleen           | {\displaystyle {\ce {C15H18}}}  | Cadaleen                       |                      |                           |
| {\displaystyle {\ce {C10H8}}} | Azuleen             |                                 | {\displaystyle {\ce {C15H18}}} | Vetivazuleen         |                           |

## Moleculen met 3 ringen
| Brutoformule stamverbinding | Naam stamverbinding | Structuurformule stamverbinding | Bruteformule derivaat | Naam derivaat | Structuurformule derivaat |
| --------------------------- | ------------------- | ------------------------------- | --------------------- | ------------- | ------------------------- |
| C10H8                       | Naftaleen           |                                 |                       |               |                           |
| C10H8                       | Naftaleen           | C14H10                          | Benzo[a]naftaleen     |               |                           |
| C10H8                       | Naftaleen           | C14H10                          | Benzo[b]naftaleen     |               |                           |
| C12H8                       | Acenaftyleen        |                                 |                       |               |                           |
| C12H10                      | Acenafteen          |                                 |                       |               |                           |
| C13H10                      | Fenaleen            |                                 |                       |               |                           |
| C13H10                      | Fluoreen            |                                 |                       |               |                           |
| C14H10                      | Antraceen           |                                 |                       |               |                           |
| C14H10                      | Antraceen           | C14H10O3                        | Ditranol              |               |                           |
| C14H10                      | Fenantreen          |                                 |                       |               |                           |

## Moleculen met 4 ringen
| Brutoformule stamverbinding | Naam stamverbinding                  | Structuurformule stamverbinding | Bruteformule derivaat | Naam derivaat                                           | Structuurformule derivaat   |
| --------------------------- | ------------------------------------ | ------------------------------- | --------------------- | ------------------------------------------------------- | --------------------------- |
| C14H10                      | Antraceen                            |                                 | C18H12                | Benzo[a]antraceen                                       |                             |
| C14H10                      | Antraceen                            | C18H12                          | Benzo[b]antraceen     |                                                         |                             |
| C14H10                      | Fenantreen                           |                                 | C16H10                | Benzo[a]fenantreen                                      |                             |
| C16H10                      | Fluoranteen                          |                                 |                       |                                                         |                             |
| C16H10                      | Pyreen                               |                                 |                       |                                                         |                             |
| C18H12                      | Chryseen Ook wel: benzo[a]fenantreen |                                 | C22H14                | piceen Ook wel: dibenzo[a,i]fenantreen 3,4-benzchryseen | Structuurformule van piceen |
| C18H12                      | Tetraceen Ook wel: benzo[b]antraceen |                                 |                       |                                                         |                             |

## Moleculen met 5 ringen
| Brutoformule stamverbinding | Naam stamverbinding | Structuurformule stamverbinding | Bruteformule derivaat           | Naam derivaat | Structuurformule derivaat |
| --------------------------- | ------------------- | ------------------------------- | ------------------------------- | ------------- | ------------------------- |
| C14H10                      | Antraceen           |                                 |                                 |               |                           |
| C14H10                      | Antraceen           | C22H14                          | 9,10-bis(fenylethynyl)antraceen |               |                           |
| C14H10                      | Antraceen           | C22H14                          | Dibenzo[a,h]antraceen           |               |                           |
| C14H10                      | Antraceen           | C22H14                          | 9,10-difenylantraceen           |               |                           |
| C16H10                      | Fluoranteen         |                                 |                                 |               |                           |
| C16H10                      | Fluoranteen         | C20H12                          | Benzo[b]fluoranteen             |               |                           |
| C16H10                      | Fluoranteen         | C20H12                          | Benzo[ghi]fluoranteen           |               |                           |
| C16H10                      | Fluoranteen         | C20H12                          | Benzo[j]fluoranteen             |               |                           |
| C16H10                      | Fluoranteen         | C20H12                          | Benzo[k]fluoranteen             |               |                           |
| C16H10                      | Pyreen              |                                 |                                 |               |                           |
| C16H10                      | Pyreen              | C20H12                          | Benzo[a]pyreen                  |               |                           |
| C20H12                      | Peryleen            |                                 |                                 |               |                           |
| C22H14                      | [5]Heliceen         |                                 |                                 |               |                           |
| C22H14                      | Pentaceen           |                                 |                                 |               |                           |
| C22H14                      | Piceen              |                                 |                                 |               |                           |
| C24H16                      | Tetrafenyleen       |                                 |                                 |               |                           |

## Moleculen met 6 ringen
| Brutoformule stamverbinding | Naam stamverbinding        | Structuurformule stamverbinding | Bruteformule derivaat       | Naam derivaat | Structuurformule derivaat |
| --------------------------- | -------------------------- | --- | --------------------------- | ------------- | ------------------------- |
| C10H8                       | Naftaleen                  | |                             |               |                           |
| C10H8                       | Naftaleen                  | C34H24 | 1,2,3,4-Tetrafenylnaftaleen |               |                           |
| C20H12                      | Peryleen                   | |                             |               |                           |
| C20H12                      | Peryleen                   | C22H12 | Benzo[ghi]peryleen          |               |                           |
| C16H10                      | Pyreen                     | |                             |               |                           |
| C16H10                      | Pyreen                     | C20H12 | dibenzo[cd,jk]pyreen        |               |                           |
| C18H12                      | Chryseen                   | |                             |               |                           |
| C18H12                      | Chryseen                   | C20H12 | dibenzo[def,mno]chryseen    |               |                           |
| C20H10                      | [5]circuleen als circuleen | Van deze verbinding is nog geen afbeelding beschikbaar. Zie [6]Cirkuleen (C24H12) voor het analogon met een benzeenring meer. De centrale ring telt ook mee, dus [6]cirkuleen staat in de tabel met 7 ringen. |                             |               |                           |
| C22H12                      | Antantreen                 | |                             |               |                           |
| C26H16                      | [6]Heliceen                | |                             |               |                           |

## Moleculen met 7 ringen
| Brutoformule stamverbinding | Naam stamverbinding                    | Structuurformule stamverbinding | Bruteformule derivaat | Naam derivaat | Structuurformule derivaat |
| --------------------------- | -------------------------------------- | ------------------------------- | --------------------- | ------------- | ------------------------- |
| C21H12                      | Sumaneen                               |                                 |                       |               |                           |
| C22H12                      | [6]circuleen beter bekend als Coroneen |                                 |                       |               |                           |

## Moleculen met 8 ringen
| Brutoformule stamverbinding | Naam stamverbinding        | Structuurformule stamverbinding | Bruteformule derivaat | Naam derivaat | Structuurformule derivaat |
| --------------------------- | -------------------------- | ------------------------------- | --------------------- | ------------- | ------------------------- |
| C28H14                      | [7]circuleen als circuleen |                                 |                       |               |                           |
| C32H14                      | Rubreen                    |                                 |                       |               |                           |

## Moleculen met 10 of meer ringen
| Brutoformule stamverbinding | Naam stamverbinding | Structuurformule stamverbinding | Bruteformule derivaat | Naam derivaat | Structuurformule derivaat |
| --------------------------- | ------------------- | ------------------------------- | --------------------- | ------------- | ------------------------- |
| C32H14                      | Ovaleen             |                                 |                       |               |                           |